# Karma (zespół muzyczny)
Karma – chorwacki zespół muzyczny grający muzykę popową i taneczną. Został założony w 1999 w Umagu. W obecny skład grupy wchodzi didżej, kompozytor i producent muzyczny Nenad "Neno DJ" Čirjak oraz wokalistka Ana Medić-Šurlin.
Zespół zdobył popularność w Czechach, gdzie jego album Sedam dana uzyskały status platynowej płyty, a reedycja albumu Zavrti život – podwójnej platynowej płyty.

## Dyskografia

### Albumy
- Sedam dana (2001)
- Zavrti Karmaivot (2002)
- Malo pomalo (2004)
- Karma DVD (2005)
- Avantura (2006)
- Seven Days (2006)
- Party do zore (2009)